# 東台市
東台市（とうたい-し）は中華人民共和国江蘇省に位置する省直轄の県級市であり、しばらくの間、塩城市の代理管轄下に置かれている。

## 行政区画
- 鎮:溱東鎮、時堰鎮、五烈鎮、梁垜鎮、安豊鎮、南沈竈鎮、富安鎮、唐洋鎮、新街鎮、許河鎮、三倉鎮、頭竈鎮、弶港鎮、東台鎮